# Dolný Badín
Dolný Badín este o comună slovacă, aflată în districtul Krupina din regiunea Banská Bystrica. Localitatea se află la altitudinea de 305 m deasupra n.m., se întinde pe o suprafață de 6,24 km2 și în 2017 număra 251 de locuitori.

## Istoric
Localitatea Dolný Badín este atestată documentar din 1135.

## Demografie
| An:                | 1994 | 2004   | 2014   | 2024  |
| ------------------ | ---- | ------ | ------ | ----- |
| Număr de persoane: | 267  | 251    | 250    | 253   |
| Diferență:         |      | −5,99% | −0,39% | +1,2% |

| An:                | 2023 | 2024   |
| ------------------ | ---- | ------ |
| Număr de persoane: | 253  | 253    |
| Diferență:         |      | +1,42% |